# Malmantile
Malmantile (IPA: /malmanˈtile/) è una frazione del comune italiano di Lastra a Signa, nella città metropolitana di Firenze, in Toscana.

## Storia
Il piccolo borgo è sorto probabilmente come avamposto militare lungo la via tra Firenze e Pisa, sviluppatosi in seguito sede di un insediamento civile.
Il toponimo significa letteralmente "cattiva tovaglia", intesa come "cattiva accoglienza", e la sua origine è riportata nella Legenda Aurea di Jacopo da Varazze come derivante da un episodio avvenuto nel IV secolo, all'epoca della visita a Firenze del vescovo di Milano sant'Ambrogio e del suo incontro con san Zanobi, vescovo di Firenze, nel punto ancora oggi segnato da un tabernacolo commemorativo. I due santi furono ospitati in un casolare della zona, ma la cattiva accoglienza fece maledire il casale che sarebbe sprofondato in un crepaccio.

## Monumenti e luoghi d'interesse

### Architetture religiose
- Chiesa di San Pietro in Selva
- Chiesa dei Santi Jacopo e Filippo a Lecceto, annessa all'omonimo eremo
- Tabernacolo situato lungo via di San Vito, poco fuori dal centro abitato, edificato nel 1732 per volere di Vincenzo Antinori a memoria del fatto leggendario legato ai santi Ambrogio e Zanobi.[3]

### Architetture militari
- Mura di Malmantile: cinta di fortificazione medievale, rimaneggiata anche con la consulenza di Filippo Brunelleschi.

## Cultura

### Letteratura
(Lorenzo Lippi, Il Malmatile racquistato, primo cantare, verso 64 e ss)
Nella frazione sono stati ambientati Il Malmantile racquistato di Lorenzo Lippi (1647), il dramma giocoso di Carlo Goldoni Il mercato di Malmantile (1757 circa) e il dramma giocoso La Celidora o Il governo del Malmantile, opera burlesca di Ardano Ascetti (conte Andrea Casotti).

### Eventi
Ogni anno vi si tiene tra maggio e giugno una festa medioevale all'interno delle mura del castello, organizzata dalla locale misericordia di Malmantile.

## Sport
La squadra di calcio locale è l'associazione sportiva dilettantistica Malmantile, nata nel 1947.

## Galleria d'immagini

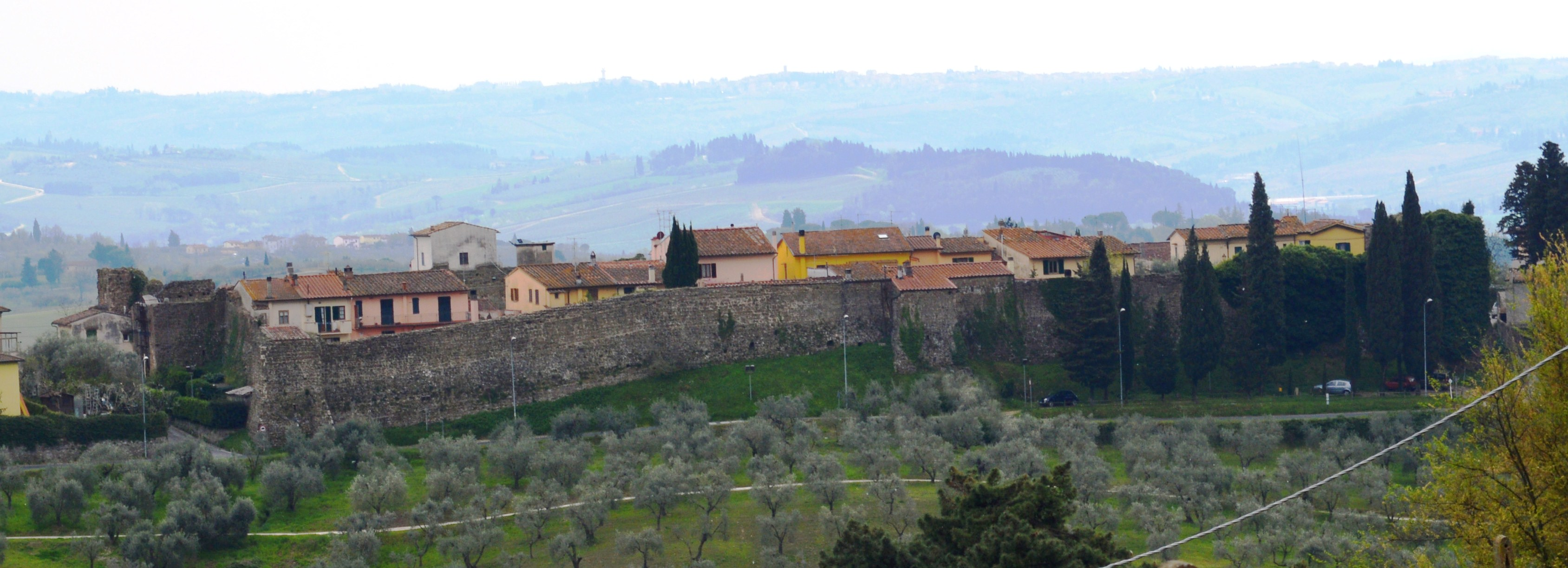
Le mura viste da nord-est
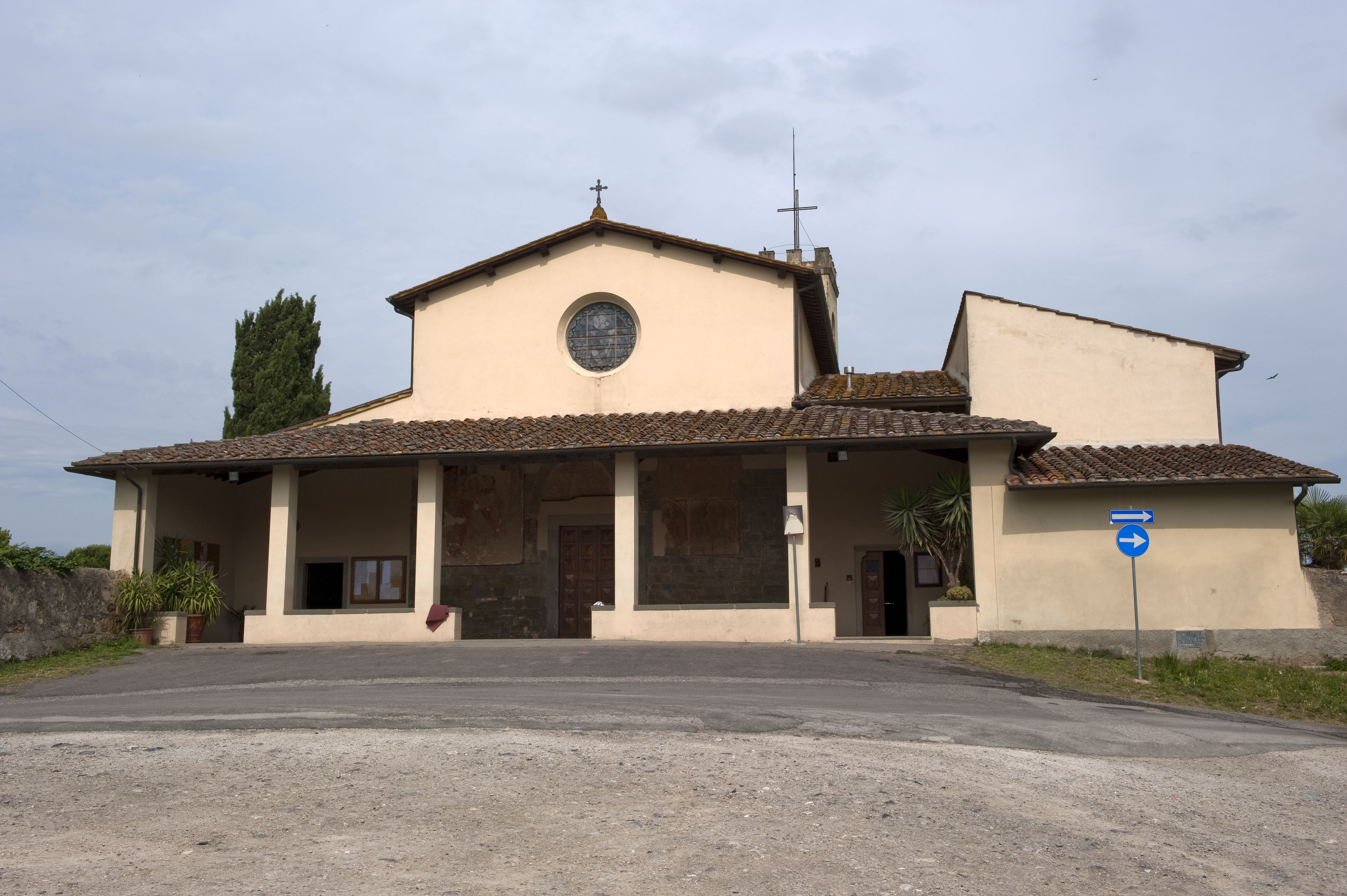
La chiesa di San Pietro in Selva
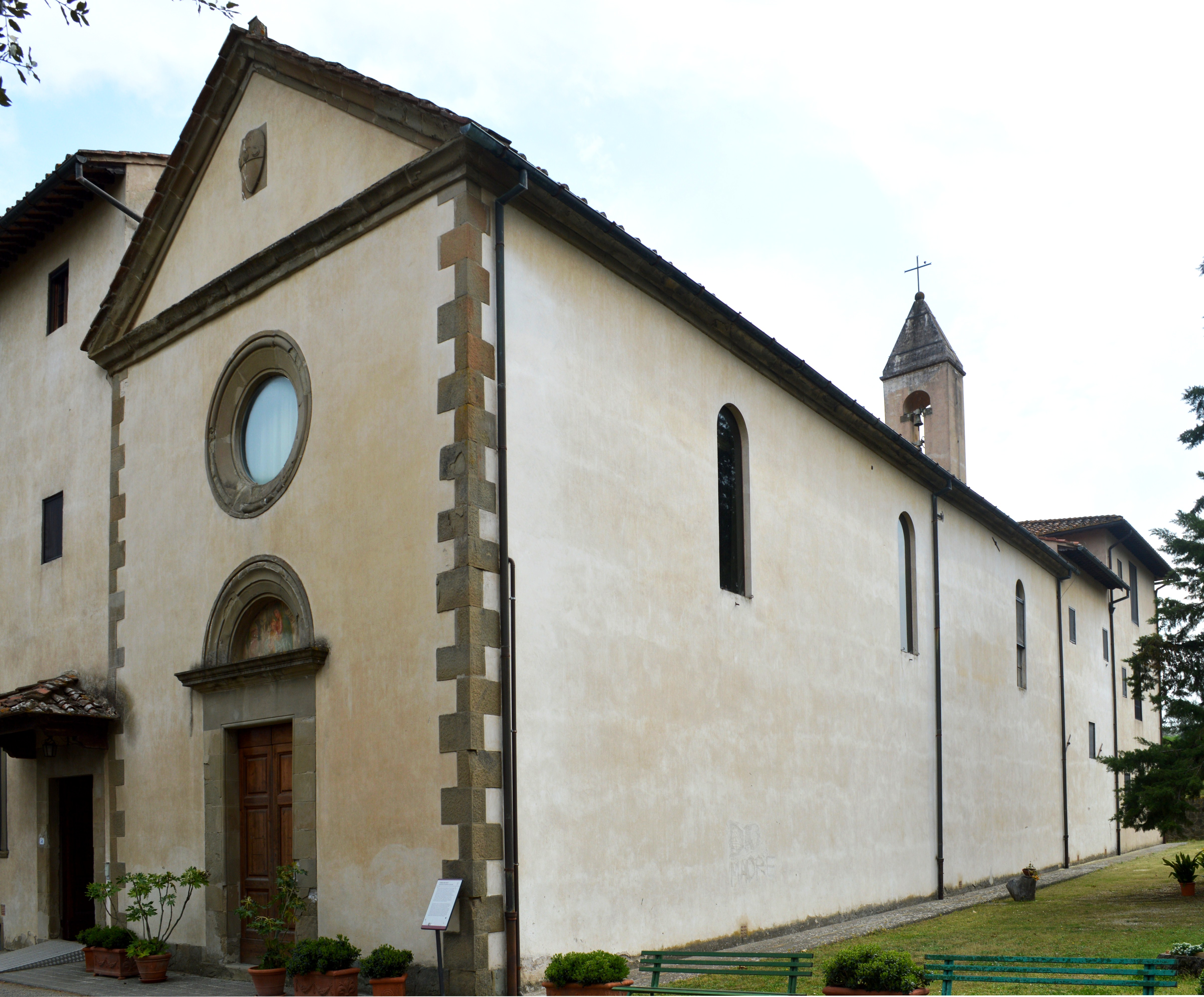
La chiesa dei Santi Jacopo e Filippo a Lecceto
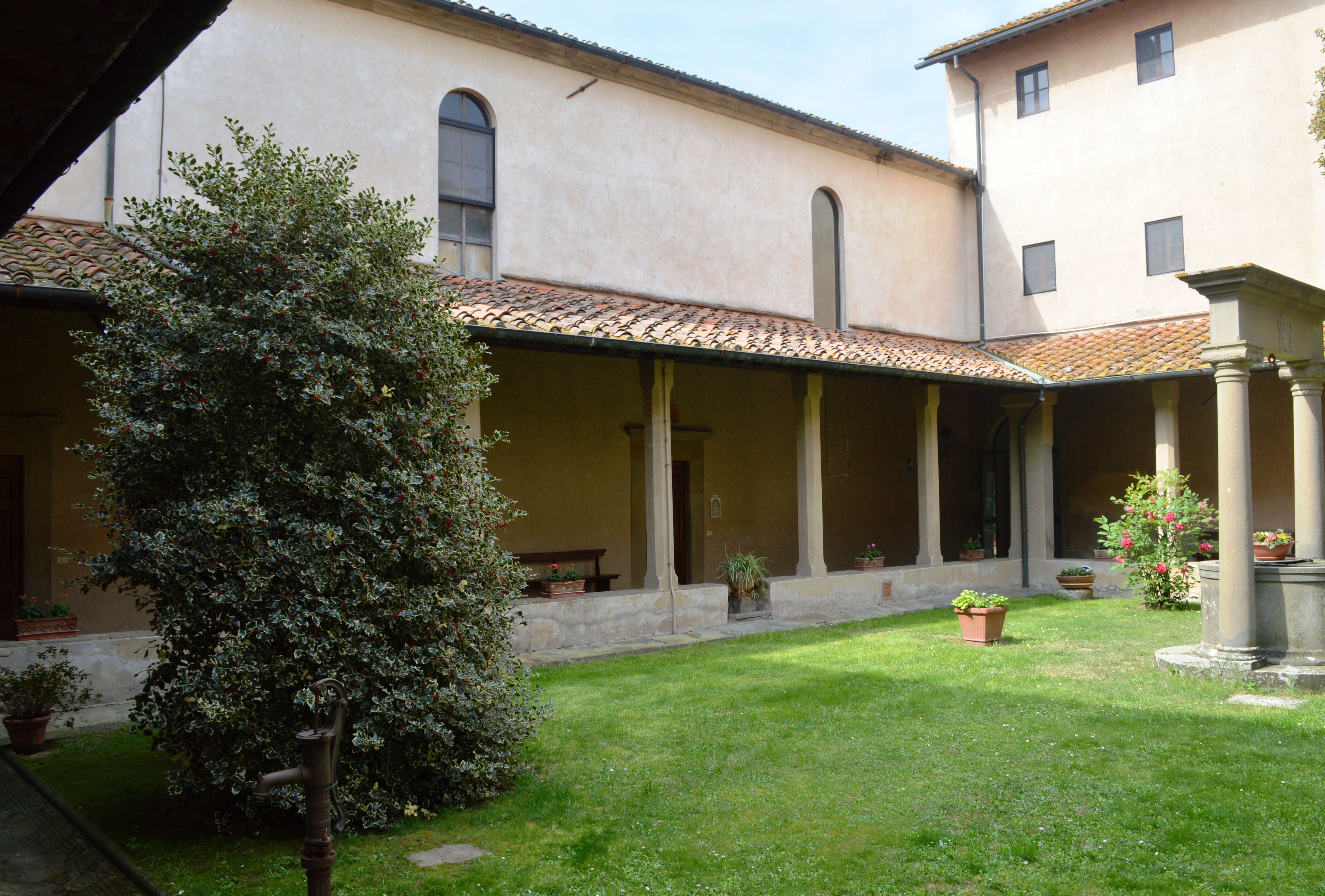
Il chiostro dell'eremo di Lecceto
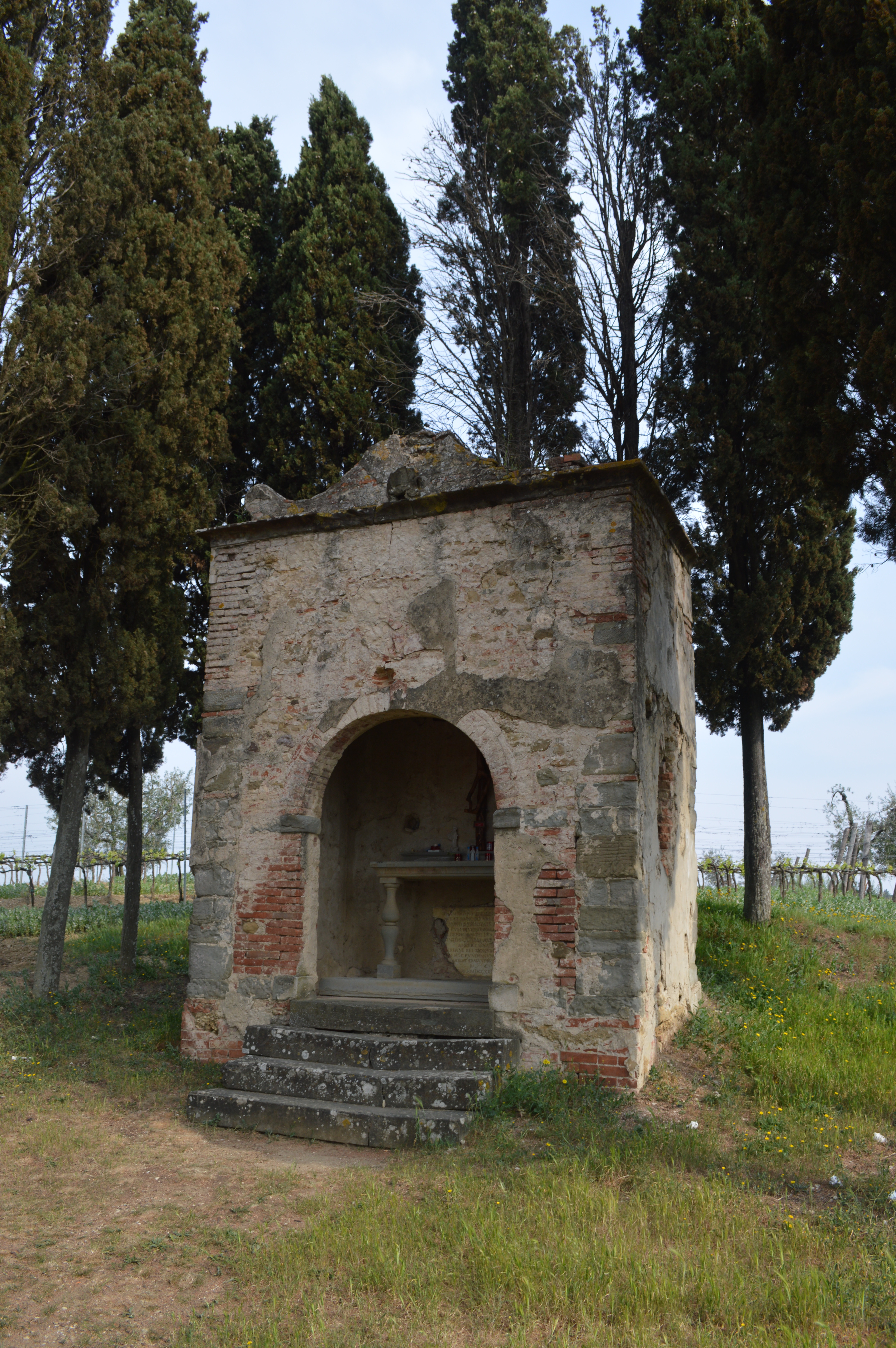
Il tabernacolo di Sant'Ambrogio